# Majdanpek (općina)
Majdanpek (općina) (ćirilično: Општина Мајданпек) je općina u Borskom okrugu na sjeveroistoku Središnje Srbije na granici s Rumunjskom. Središte općine je grad Majdanpek. 

## Zemljopis
Po podacima iz 2004. općina zauzima površinu od 932 km² (od čega je poljoprivrednih površina 20.089 ha, a šumskih 64.769   ha).

## Stanovništvo
Prema popisu stanovništva iz 2002. godine u općini živi 23.703 stanovnika, raspoređenih u 14 naselja .

### Gradovi
- Majdanpek
- Donji Milanovac

### Naselja
| - Boljetin - Vlaole - Golubinje - Debeli Lug | - Jasikovo - Klokočevac - Leskovo - Miroč | - Mosna - Rudna Glava - Topolnica - Crnajka |

### Etnički sastav
- Srbi 19.399 (81,59%)
- Vlasi - 2.817 (11,89%)
- ostali

Po podacima iz 2004. prirodni priraštaj je iznosio -6.7 ‰, a broj zaposlenih u općini iznosi 6.558 ljudi. U općini se nalazi 20 osnovnih škola s 2.121 učenikom i pet srednjih škola sa 660 učenika.

## Vanjske poveznice
- Radio-televizija Majdanpek